# Prokop Bystrzejowski
Prokop Bystrzejowski – pułkownik chorągwi husarskiej koronnej Adama Mikołaja Sieniawskiego.
W 1715 roku był posłem skonfederowanych wojsk Rzeczypospolitej w  konfederacji gorzyckiej.